# Sylfirling
Sylfirling (Sagina subulata) også sylbladet firling eller Syl-firling, er en 2-4 cm høj, nedliggende urt med fem-tallige blomster. Den vokser i Danmark f.eks. på sandmarker og i klitlavninger. Navnet skrives også Syl-Firling.

## Beskrivelse
Sylfirling er en flerårig urt med en tæppedannende vækstform. De glatte stængler er først nedliggende, men bliver senere opstigende. Bladene er modsatte, linjeformede (sylformede) og helrandede med en lille brodspids. Over- og undersiderne er ensartet grågrønne.
Blomstringen sker i juli-august, hvor man ser de endestillede, 5-tallige, hvide blomster. Frugterne er kapsler med mange små frø.
Planten har et dybtgående rodnet (i forhold til størrelsen). De nedliggende skud er rodslående under vedvarende jordkontakt.
Højde x bredde og årlig tilvækst: 0,05 x 0,25 m (5 x 25 cm/år), heri ikke medregnet de udløberagtige, rodslående skud.

## Voksested
Arten er udbredt i det meste af Europa, dvs. undtagen Østeuropa. I Danmark findes den i Nord-, Midt- og Vestjylland samt på Læsø og Anholt, hvor den vokser på fugtig, men næringsfattig bund i klitter, på overdrev og langs veje.
Ved Gunner Point på Hayling Island i Hampshire, England, vokser arten i saltpåvirkede strandenge sammen med bl.a. blåmunke, alm. hvene, skrueaks, fåresvingel, grålyng, Moenchia erecta (en art i nellike-familien), strandlimurt og Trifolium scabrum (en art af kløver)
I Danmark er den i tilbagegang, og er regnet som en truet art på den danske rødliste.

## Anvendelse
Arten kan bruges som bunddække, som fugeplante og i alpinbedet. Den er fuldt vinterhårdfør.